# Le Cordon Bleu
Le Cordon Bleu è il nome di una rete di scuole francese di haute cuisine, considerata la più grande del suo genere in tutto il mondo. La prima sede della Cordon Bleu venne aperta a Parigi nel 1895.

## Storia
Le origini del nome della scuola provengono, indirettamente, dall'ordine cavalleresco dello Spirito Santo, nato tra i ranghi della nobiltà francese nel 1578. I membri di questa élite portavano uno stemma decorato da fasce azzurre e proprio per tale motivo venivano soprannominati cordons bleus ("fascia azzurra"). Durante la rivoluzione francese, l'ordine venne abolito, ma si continuò ad adottare l'espressione cordon bleu come sinonimo di eccellenza. Il termine ispirò anche quello di La Cuisinière Cordon Bleu, una rivista culinaria inaugurata a Parigi nel 1895 da Marthe Distel. Nello stesso anno, la pubblicazione iniziò a tenere dei corsi di cucina. Dal 1905 la scuola Cordon Bleu iniziò ad aprire nuove sedi in altre parti del mondo.